# Делириум (роман)
«Делириум» (англ. Delirium) — первый роман трилогии об «апокалипсисе нашего времени» американской писательницы Лорен Оливер. Роман пять недель продержался на первой строчке списка бестселлеров New York Times, и переведен на 22 языка, в том числе и на русский. В США роман вышел в 2011 году (в России издан в 2012 году). Известно, что книга очень заинтересовала многих продюсеров Голливуда. Права на экранизацию были куплены кинокомпанией Fox, которая занималась разработкой проекта. Но пилотную серию не приняли.
Роль Лины досталась известной кинозвезде Эмме Робертс.

## Аннотация к книге
Недалекое будущее. Мир, к которому мы привыкли, претерпел значительные изменения. Современное общество, стремившееся к воцарению мира на Земле, нашло источник всех своих бед — любовь. В новом мире любовь, или amor deliria, признана опаснейшей болезнью, и любой «заболевший» может очень жестоко поплатиться за свои столь некстати возникшие чувства. Во избежание возникновения amor deliria, для всех людей, достигших 18-летия, была введена Процедура — процесс очищения человека от памяти прошлого, которое несет в себе микробы этой болезни.
Лина Хэтуэй — одна из жителей этого нового мира, ей остается всего несколько месяцев до Процедуры. Лина жаждет пройти Процедуру, боясь того, что её настигнет участь матери, попавшей под влияние amor deliria. И ей бы наверняка пришлось пройти путь большинства законопослушных граждан, если бы судьба не послала ей человека, резко изменившего её взгляд на положение вещей в окружающем её мире. Пытаясь отстоять свои убеждения и сохранить зародившиеся чувства, Лина будет вынуждена убегать из враждебного мира. Однако это не значит, что ей дадут сбежать просто так…

## История появления
После выхода своего первого романа Прежде, чем я упаду, писательница Лорен Оливер заявила, что хочет написать книгу о любви. По признанию, вдохновением для её романа послужило одно из эссе Габриэля Гарсия Маркеса, в котором было сказано, что «все книги в литературе рассказывают либо о любви, либо о смерти».

## Релиз в США и России
1 января 2011 года роман был опубликован в США, а в России книга вышла 13 апреля 2012 года в издательстве Эксмо. «Делириум» стал бестселлером по версии New York Times и получил большое количество положительных рецензий. Издательство «Эксмо», получившее права на издание книги в России, говорило о «Делириуме» не иначе, как о «подлинной литературной сенсации».

## Продолжения
«Делириум» положил начало целой трилогии о борьбе за любовь в мире, где эта самая любовь запрещена. Вторая книга трилогии — «Пандемониум» — продолжает историю о девушке Лине, которая нарушила закон и полюбила молодого человека по имени Алекс. Книга вышла в феврале 2012, в России роман появился в продаже 10 мая того же года. Третья книга — «Реквием» — была выпущена в свет 5 марта 2013 года.
Также существует небольшой рассказ «Хана», показывающий нам историю одной из героинь «Делириума» — Ханы, подруги Лины. Он был выпущен вместе с «Пандемониумом» в феврале 2012 года. Также существуют и другие мини-рассказы касательно данной трилогии: «Алекс», «Аннабель» и «Рэйвен». Официально рассказы переведены издательством «Эксмо».